# Балодис, Янис
Янис Балодис (Иван Петрович Балодис, латыш. Jānis Balodis; 20 февраля 1881 года — 8 августа 1965 года, Саулкрасты) — генерал, главнокомандующий армией Латвии (1919—1921), затем с 1931 года до 1940 года — военный министр Латвии.

## Биография
Поступил на военную службу в 1898 году. В 1902 окончил Виленское пехотное юнкерское училище. Участвовал в русско-японской и Первой мировой войне в качестве младшего офицера. Последние чин и должность в русской армии: капитан, командир роты в Уфимском 106-м пехотном полку. Будучи раненым, 20 февраля 1915 года попал в немецкий плен, где находился до ноября 1918 года.
Участвовал в борьбе за независимость Латвии. В Латвийской армии с декабря 1918 года, офицер резерва в чине капитана. В 1919 году после гибели Оскара Калпакса назначен командиром Курземской бригады (батальона), руководил ею в боях у Венты и Салдуса. Продолжил деятельность О. Калпакса по созданию вооружённых сил независимой Латвии.
С увеличением числа военнослужащих Балодис был назначен командующим южной группой войск. После реорганизации армии Латвии в 1919 году занял пост главнокомандующего. Руководил действиями латвийской армии против Западной добровольческой армии во главе с П. Бермондтом-Аваловым и против войск немецкого генерала Рюдигера фон дер Гольца. Подполковник — 28.02.1919, полковник — 14.03.1919, генерал — 01.1920. С 01.07.1921 в отставке по собственной просьбе.
В 1923 году стал почётным председателем организации айзсаргов. В 1925 году Балодис был избран во 2-й сейм Латвии (позднее также в 3-й и 4-й). Был председателем военной комиссии, членом Думы военного ордена Лачплесиса (с 1925 года), работал во многих общественных и хозяйственных организациях. С декабря 1931 года до 1940 года занимал пост военного министра Латвии. Поддерживал деятельность Карлиса Ульманиса, являясь его коллегой по партийной деятельности и государственному перевороту 15.05.1934, стал де-факто вторым человеком в государстве в предвоенные годы (в соответствии с законом от 12.03.1936 в определённых случаях мог стать и. о. президента), но после конфликта с лидером 05.04.1940 освобождён от должности.

## Судьба после присоединения Латвии к СССР
После ввода частей Красной Армии в Латвию 31.07.1940 был депортирован в Сызрань. 
Журналист и педагог Генрих Гроссен вспоминал:

Генерал Балодис, Русис (адвокат) наивно вручили в главную избирательную комиссию свой список кандидатов. Этот список безусловно имел бы среди народа успех, так как возглавляли его популярные личности, а Балодис, как я уже говорил, стоял в оппозиции к «самому старику» — Ульманису. Балодис с женой жил тоже на даче в Лелупе, только вблизи пляжа. В начале августа поздно вечером прибыли на автомобиле чины латвийской чека, арестовали его и отправили в Ригу, на городскую квартиру, где произвели обыск, а затем приказали снарядиться в «далекий путь» ему и его жене. Дали им взять с собой два чемодана и отправили в большой карете — «Берте» на товарную станцию, а оттуда в Москву.

В декабре 1941 года стал «интернированным в военное время». Приговорён к 25 годам лагерей, но в 1946 году был переведён в тюрьму города Иваново, а с 1952 года содержался в специальной тюрьме во Владимире.
Жена Балодиса — Эльвира Юльевна Балодис (урождённая Блума) — сидела в той же тюрьме. Оба были известны только по номерам — заключённые номер 9 и 10. После смерти Сталина они были освобождены из тюрьмы, и в 1956 году им было разрешено вернуться в Латвию.
Последние годы жизни Янис Балодис провёл с семьёй по адресу: Латвийская ССР, Саулкрасты, улица Краста 10.
Похоронен в Риге на 1-м Лесном кладбище.
Иварс Кезберс в своих мемуарах Durvīs. Tā tas bija («В дверях. Так это было») сообщал, что, работая в комиссии Съезда народных депутатов СССР по оценке политических и правовых последствий Пакта Молотова — Риббентропа (1989—1990), обнаружил в закрытых советских архивах свидетельства о сотрудничестве Балодиса с советскими спецслужбами.

## Награды
- Орден Святого Владимира 4-й степени с мечами (1915)
- Орден Святой Анны 2-й степени с мечами
- Орден Святого Станислава 2-й степени с мечами (1914)
- Издание Latvijas armijas augstākie virsnieki (1918—1940)… указывает ещё одну награду — Георгиевский крест 4-й степени, но подобную награду по ряду причин в РИА он получить не мог, а от балтийского ландесвера — весьма сомнительно)
- латвийский Военный орден Лачплесиса 1-й (LKOK nr.1/7, 1927), 2-й (LKOK nr.2/44, 1927) и 3-й степени (LKOK nr.3/8, 23.01.1920, а награждён — 11.11.1920)[10]
- Орден Трёх звёзд 1-й степени (1929)
- Орден Виестура 1-й степени с мечами (1938)
- Крест Заслуг айзсаргов
- бронзовая медаль Латвийского общества айзсаргов (Latvijas Aizsardzības biedrības bronzas medaļa), знак признания «Свастика» латвийских скаутов (Latvijas skautu pateicības zīme «Svastika»), знак заслуг общества «Латышских ястребов» (biedrības «Latvijas vanagi» Nopelnu zīme)
- французский Орден Почётного легиона и золотой меч командора ордена Почётного Легиона
- британский Орден Святого Михаила и Святого Георгия[источник не указан 3586 дней]
- финский орден Белой розы Финляндии 1-й степени
- эстонский Крест Свободы I класса 1-й степени (19.08.1921)
- эстонский орден Орлиного креста I класса (04.08.1932)
- польский Серебряный крест ордена воинской доблести 5 класса
- литовский орден Витаутаса Великого
- итальянский Орден Святых Маврикия и Лазаря 1-й степени

## Мемуары
- Я. Балодис Тетради памяти генерала Яниса Балодиса

## Память
27 января 2020 года состоялось открытие памятной доски в городе Даугавпилс, Даугавпилсская крепость, ул.1 Офицерская,2 в 14.00. Здесь проживал в 1902—1904 годах. Начальная табличка была открыта в 1936 году.. Церемония открытия памятной доски состоялась в присутствии горожан и официальных лиц города.